# Eunice Monzón García
Eunice Monzón García (Chilpancingo de los Bravo, Guerrero, 8 de abril de 1961) es una política mexicana, miembro del Partido Verde Ecologista de México (PVEM). Ha sido diputada al Congreso del Estado de Guerrero y diputada federal para el periodo de 2021 a 2024.

## Biografía
Eunice Monzón es técnico en Turismo egresada del CECyT 285 de Guerrero, cuenta con estudios truncos de licenciatura en Administración por la Universidad Autónoma Metropolitana Unidad Xochimilco y pasante de licenciatura en Ciencias Políticas y Administración Pública. De 1997 a 199 ocupó el cargo de gerente de Grupos y Convenciones del Hotel Monte Taxco en Taxco de Alarcón, Guerrero.
De 2002 a 2018 fue asesora del PVEM en el Congreso de Guerrero, y de 2002 a 2021 consejera política estatal del mismo partido. En 2020 ocupó la secretaría de Finanzas del comité estal y en 2021 fue consejera suplente del mismo partido Verde ante el consejo general del Instituto Nacional Electoral.
Entre enero y septiembre de 2015 ocupó por primera ocasión el cargo de diputada al Congreso del Estado de Guerrero, en la parte final de la LX Legislatura; y en 2018 fue electa por segunda ocasión a este cargo como suplente de la diputada propietaria Hilda Jeniffer Ponce Mendoza, quien solicitó licencia al cargo y por tanto Eunice Monzón la asumió a partir del 23 de octubre del mismo año para la LXII Legislatura. En esta legislatura fungió como presidenta del Congreso de septiembre de 2020 a agosto de 2021 y fue vocal de la comisión especial del caso Iguala.
En 2021 fue postulada como candidata a diputada federal por el Distrito 8 de Guerrero como parte de la coalición Juntos Hacemos Historia, resultando elegida para la LXV Legislatura que concluirá en 2024, integrando el grupo parlamentario del Partido Verde. En esta legislatura ocupó las funciones de secretaria de la comisión de Derechos de la Niñez y Adolescencia; así como integrante del comité de Ética y de las comisiones de Hacienda y Crédito Público; y de Puntos COnstitucionales.
Cobró notoriedad en los medios junto con la también diputada Guadalupe Chavira de la Rosa cuando el 30 de agosto de 2021 tomaron protesta como diputadas federales por la mañana, y por la tarde acudieron a sesión en sus respectivos congresos locales, en el caso particular de Eunice Monzón, el Congreso de Guerrero. Llamando la atención debido a que en la corporación estatal integraba junto con su partido una alianza con el Partido Revolucionario Institucional, opositora a Morena; mientras que en el congreso federal, integra junto con su partido, una alianza favorable a Morena. En última instancia, esto fue posible debido a que formalmente su cargo como diputada federal comenzaba hasta el día 1 de septiembre.